# Iwein

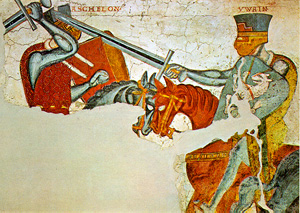
Fresko aus dem Iwein-Zyklus auf Schloss Rodenegg: Iwein kämpft mit Aschelon (Askalon).

Iwein ist ein um das Jahr 1200 in Versen verfasster mittelhochdeutscher Artusroman von Hartmann von Aue. Hartmann übertrug den Yvain ou Le Chevalier au lion von Chrétien de Troyes frei aus dem Altfranzösischen. Iwein, der Held des Romans, ist einer der Ritter der Tafelrunde am Hofe König Artus’.

## Der Iwein im Werk Hartmanns
Hartmann von Aue gilt mit seinem um 1180 bis 1200 entstandenen Roman Erec als Begründer der deutschen Artusepik.
Der Iwein ist sein zweiter höfischer Roman; er gilt aus stilistischen Gründen als letztes der insgesamt vier erzählerischen Werke Hartmanns. Zwischen dem Erec und dem Iwein entstanden die beiden legendenhaften Erzählungen Gregorius und Der arme Heinrich.
Der Iwein muss um 1205 vorgelegen haben, da Wolfram von Eschenbach in seinem Parzival auf ihn Bezug nimmt. Als frühestes Entstehungsdatum wird das Jahr 1190 angenommen. Sprachuntersuchungen lassen es möglich erscheinen, dass der Iwein in zeitlicher Nähe zum Erec begonnen, die Arbeit daran aber nach ungefähr 1000 Versen abgebrochen wurde. Als Grund dafür könnte der Tod des Auftraggebers in Betracht kommen. Erst später hätte Hartmann nach dieser These den Roman vollendet. In wessen Auftrag der Iwein entstand, ist nicht bekannt. Als Mäzene, ohne die ein mittelalterlicher Dichter nicht hätte arbeiten können, kommen in erster Linie die Zähringer, aber auch die Staufer oder Welfen in Betracht.
Wie in der höfischen Epik üblich sind alle Erzählungen Hartmanns in vierhebigen Paarreimen geschrieben.

## Stoff und Quelle

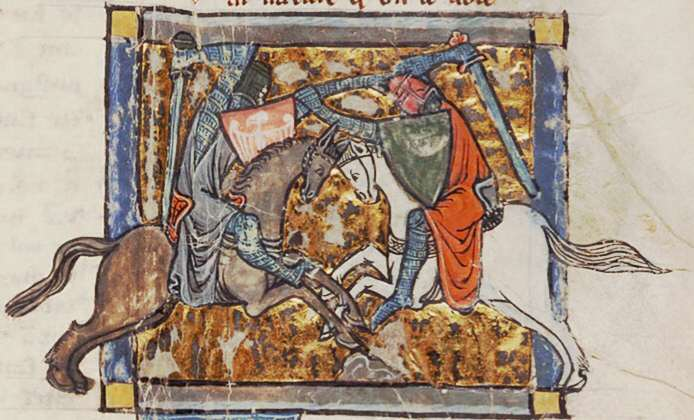
Im Gegensatz zu den deutschen Handschriften des Iwein wurde der Yvain von Chrétien de Troyes in Frankreich prächtig illustriert. Hier: Iwein im Kampf mit Gawein. (Princeton University Library, Garrett MS. 125; um 1295).

Hartmanns unmittelbare Quelle war der altfranzösische Roman Yvain ou Le Chevalier au lion von Chrétien de Troyes, der entweder um 1177 oder zwischen 1185 und 1188 entstanden ist.
Im Gegensatz zur sehr freien Übertragung des Erec blieb Hartmann bei der Übersetzung des Iwein enger an seiner französischen Vorlage. Da die Themen der höfischen Epik inzwischen bei den deutschen Hörern bekannt waren, konnte er nun auf ausführliche erläuternde Exkurse verzichten.
Der Themenkreis um König Artus gehört der Matière de Bretagne an, ursprünglich mündlich überlieferten keltischen Stoffen, die mit den Bearbeitungen Chrétiens in die europäischen Literaturen Eingang fanden.

## Handlung

### Prolog
Wie für mittelalterliche Epen üblich, beginnt Hartmann die Erzählung mit einem Prolog (V. 1–30). Ein Gattungshinweis auf die Artusdichtung geht in programmatische Aussagen über die Sinnvermittlung der Dichtung über. Artus wird als ritterliches Vorbild gepriesen, dessen Name unsterblich sei.
Daran schließen sich Selbstaussagen Hartmanns an, die in ganz ähnlicher Weise auch schon dem Armen Heinrich vorangestellt waren:
| Ein rîter, der gelêret was unde ez an den buochen las, swenner sîne stunde niht baz bewenden kunde daz er ouch tihtennes pflac daz man gerne hœren mac, dâ kêrt er sînen vlîz an: er was genant Hartman und was ein Ouwære der tihte diz mære. | Ein Ritter hatte Schulbildung genossen und las in Büchern, wenn er mit seiner Zeit nichts besseres anzufangen wußte, dichtete er sogar. Er verwandte seine Bemühungen auf das, was vergnüglich zu hören ist. Er hieß Hartmann und war von Aue. Der hat auch diese Geschichte gedichtet. |

(Hartmann von Aue: Iwein, V. 21–30. G.F. Benecke, K. Lachmann, L. Wolf. Übersetzt von Thomas Cramer. Berlin, New York ³1981)

### Erster Handlungszyklus

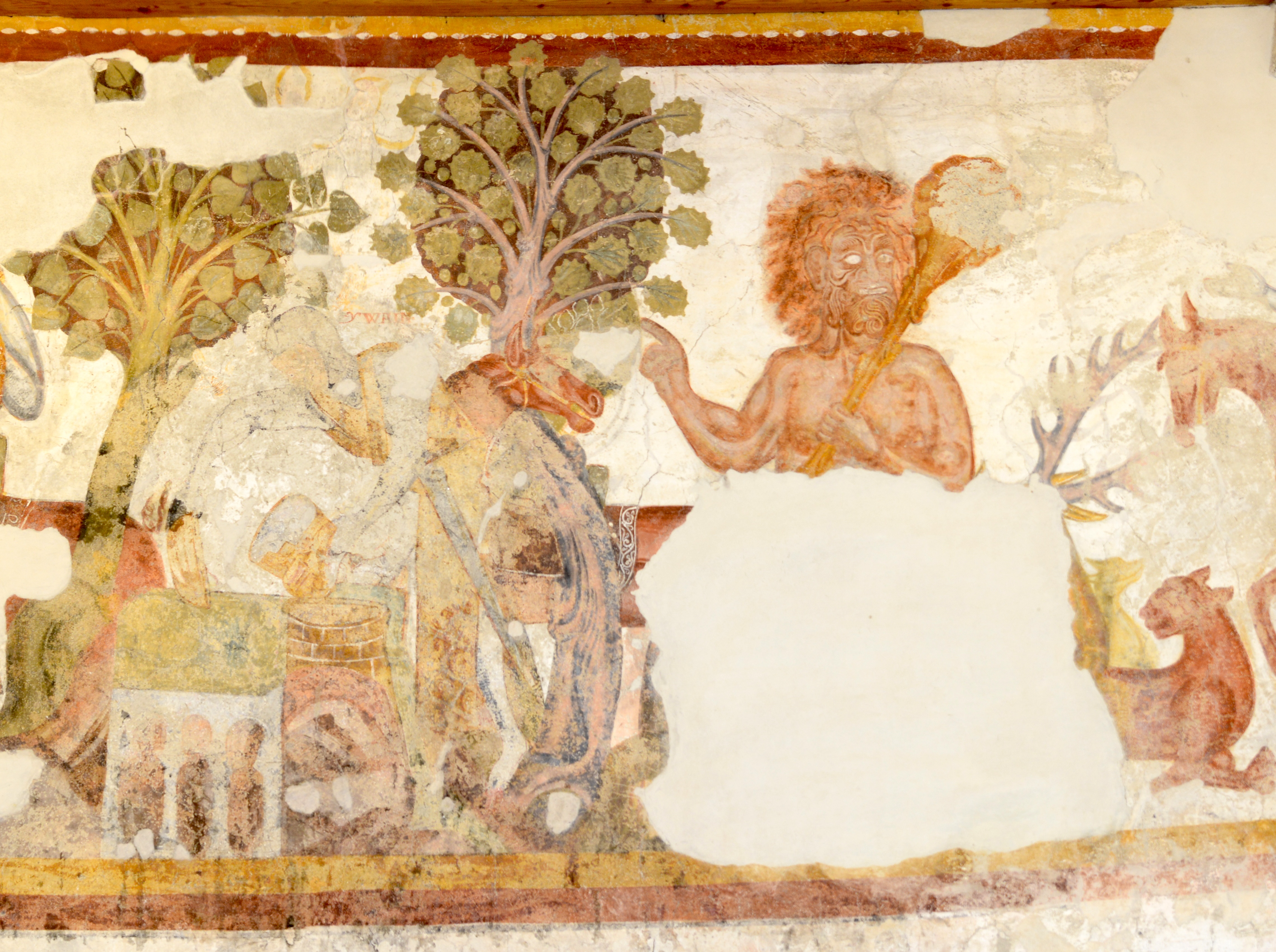
Zwei Szenen aus den Iwein-Fresken auf Schloss Rodenegg: Der Stein an der Quelle wird begossen (links) und der Waldmensch (rechts).

Der Roman beginnt mit einem Pfingstfest am Artushof, dem Inbegriff höfischer Festlichkeit. Dort hört Iwein die Erzählung des Ritters Kalogreant, die von Hartmann als Roman im Roman gestaltet ist. Kalogreant berichtet, wie er von einer gastlichen Burg kommend auf eine Lichtung voll wilder Tiere gelangt sei, in deren Mitte ein riesiger, hässlicher und unkultivierter wilder Mann gestanden habe, der sich jedoch nicht als Unmensch, sondern als friedlicher Hirte herausstellte. Kalogreants Versuch, das Geheimnis einer magischen Brunnenidylle im Wald zu ergründen, auf das ihn der wilde Mann aufmerksam machte, scheitert aber völlig: Mit dem Begießen eines Steins löst er ein gewaltiges Unwetter aus, fordert damit die Verteidigung der Quelle durch Askalon, den Landesherrn und Hüter des magischen Brunnens, heraus, wird von diesem besiegt und muss ohne Pferd und Rüstung heimkehren.
Die misslungene aventiure des Artusritters Kalogreant ist für den Artushof die legitime Herausforderung, die Schmach zu rächen. Iwein, der als Verwandter Kalogreants doppelt von der Schande betroffen ist, kommt einem Zug des gesamten Hofes zuvor und reitet heimlich in das Brunnenreich. Die aventiure wiederholt sich, wird aber zum tödlichen Ernst für Askalon. Iwein verfolgt den tödlich verwundeten, fliehenden Askalon bis in dessen Burg. Das heruntergelassene Falltor durchtrennt Iweins Pferd, er selbst bleibt unverletzt, ist aber in der Torhalle eingeschlossen.
Nur mit Hilfe von Lunete, der Vertrauten der Burgherrin Laudine, gelingt es Iwein, den Burgmännern zu entgehen. Aus Dankbarkeit für frühere Hilfe am Artushof erhält er von Lunete einen Ring, der ihn unsichtbar macht.
Der tote Askalon wird von seiner schönen Frau Laudine beklagt. Durch ein Fenster sieht Iwein die Herrin und entbrennt in Minne zu ihr.
Da die Wunden des Toten durch die Anwesenheit des Totschlägers wieder zu bluten beginnen (Bahrprobe), beginnt eine burleske Suche nach dem Unsichtbaren. Abermals löst Lunete die paradoxe Situation und überzeugt Laudine, dass der Sieger über Askalon dessen würdiger Nachfolger als Ehemann, Landesherr und Brunnenhüter sei. In einer komödiantischen Inszenierung (da alle Beteiligten über die Absichten der anderen informiert sind) kommen sich Iwein und Laudine unter Vermittlung Lunetes näher. Bald wird die Hochzeit gefeiert.
Nun kommt der Artushof zur Quelle und Iwein muss seine Rolle als Brunnenhüter erstmals erproben. Dies gelingt gegen Keie, den exemplarischen missgünstigen Ritter des Artushofes. Der ganze Hof feiert nun die Heirat von Iwein und Laudine. Damit ist die Handlung zu einem vorläufigen Ende gekommen, Iwein ist neben der êre des Sieges unverhofft auch eine Ehefrau und Landesherrschaft zugefallen.

### Versagen und Wahnsinn Iweins

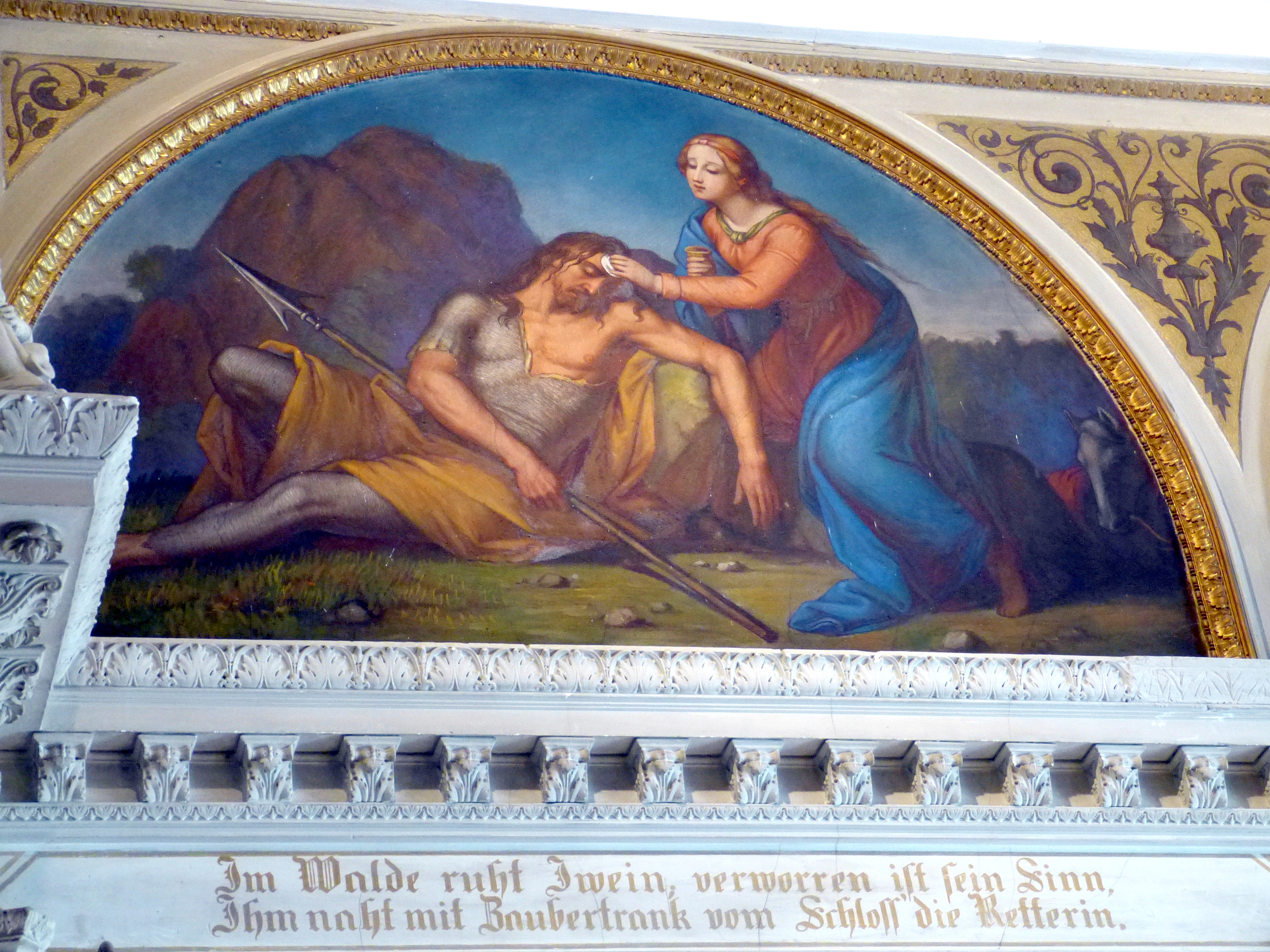
Iwein wird aus dem Wahnsinn gerettet, Schloss Schwerin.

Auf Drängen seines Freundes Gawein, der Iwein das verligen Erecs als warnendes Beispiel vorhält, verlässt Iwein schon kurz nach der Hochzeit Laudine und zieht auf Turnierfahrt und âventiure aus. Laudine fordert von Iwein das Versprechen ein, nach Jahr und Tag zurückzukehren. Dieser Zeitraum bedeutet eine rechtswirksame Frist, nach deren Ablauf Ansprüche an mögliche Usurpatoren abgelaufen sein würden. (Dieses Wissen wird beim Hörer/Leser vorausgesetzt und im Roman nicht näher thematisiert.)
Der schmerzliche Abschied der Liebenden ist von Minneharmonie geprägt. In einem Dialog zwischen dem Erzähler und Frau Minne wird thematisiert, dass Iwein und Laudine ihre Herzen getauscht haben, was zu folgenreichen Konsequenzen führen wird.
Iwein gibt sich den Aufregungen der Turniere hin und bemerkt erst zu spät, dass er die ihm aufgetragene Frist bereits um sechs Wochen versäumt hat. Lunete klagt ihn öffentlich vor der Artusrunde als Verräter an und nimmt ihm den Ring. Vor dem Artushof ist seine Ehre dahin und Laudine bricht jede Verbindung mit Iwein ab. Damit hat Iwein seine Identität verloren; vom durch melancholia ausgelösten Wahnsinn ergriffen, reißt er sich die Kleider vom Leib und wird zum Wilden im Wald. Die einzige soziale Bindung ist eine wortlose Tauschbeziehung zu einem Einsiedler. Erst durch die Hilfe der Dame von Narison und ihrer Begleiterin, die ihn mit einer von der Fee Feimorgan hergestellten Wundersalbe von seinem Wahnsinn heilen, kommt Iwein wieder zur Besinnung. Seine frühere Identität als Ritter erscheint ihm wie ein Traum. Er muss erkennen, dass er nicht mehr zur höfischen Gesellschaft gehört.

### Zweiter Handlungszyklus
Iwein befreit das Land der Dame von Narison von dem Grafen Aliers, der Ansprüche darauf erhebt. Die Dame von Narison und das ganze Land wünschen sich ihn zum Landesherrn, doch er will dies nicht und bricht überstürzt auf. Noch zwei weitere Male schlägt er im Verlaufe der Geschichte aus Treue zu Laudine eine Heirat aus.
Iwein rettet einen Löwen vor einem Drachen. Dieser bleibt nun treu an seiner Seite und gibt Iwein eine neue Identität als der Ritter mit dem Löwen.
Der Zufall führt ihn wieder an die Quelle zurück, wo ihn die Erinnerung an seinen Verlust ohnmächtig vom Pferd stürzen lässt. Iwein ist nahe daran, seinen Verstand erneut zu verlieren. Da findet er bei der Quelle Lunete, die wegen ihrer Rolle bei der Heirat und Iweins Treuebruch (untriuwe) zum Tode verurteilt ist. Nur ein Gerichtskampf kann noch ihre Unschuld beweisen, die Frist dafür läuft am folgenden Tag ab. Iwein erkennt seine Schuld an und sichert Lunetes Verteidigung zu.
Unmittelbar danach verpflichtet er sich aber auch seinem Gastgeber zur Hilfe im Kampf gegen den Riesen Harpin am nächsten Morgen und gerät damit in einen Terminkonflikt. Iwein besteht aber mit Hilfe des Löwen den Kampf mit dem Riesen rechtzeitig, so dass er auch Lunete erfolgreich verteidigen kann. Die Kämpfer der Anklage erleiden diejenige Strafe, die eigentlich Lunete zugedacht gewesen wäre: Sie werden auf dem Scheiterhaufen verbrannt. Laudine, die den Löwenritter in seiner neuen Identität nicht erkennt, erfährt davon, dass diesem Löwenritter die Huld einer Dame entzogen worden sei. Sie verurteilt dies – unwissend, dass sie selber diese Dame ist.
Da die Beziehung beider noch nicht geklärt ist, verlässt Iwein Laudine wieder. Er übernimmt nun die Verteidigung der jüngeren Tochter des Grafen vom Schwarzen Dorn in einem Erbstreit gegen ihre ältere Schwester. Gemeinsam mit dem Mädchen macht Iwein sich auf den Weg und gelangt auf die Burg zum Schlimmen Abenteuer, wo er gegen zwei Riesen kämpfen muss, um dreihundert gefangene und in ein Arbeitshaus eingesperrte adlige Damen befreien zu können.
Anschließend reitet Iwein mit seiner Begleiterin zum Artushof, wo es zu dem Gerichtskampf kommt. Die Verteidigung der Schwester hat ausgerechnet Iweins Freund, der musterhafte Artusritter Gawein, übernommen. Unerkannt kämpfen Iwein und Gawein gegeneinander, ohne dass einer den anderen besiegen kann. Nachdem die Dunkelheit eingebrochen und der Kampf auf den folgenden Tag verschoben worden ist, erkennen Iwein und Gawein im Gespräch einander wieder. König Artus bringt die ältere Schwester durch eine Fangfrage dazu, sich zu verraten, und verhilft der jüngeren Schwester zu ihrem Recht. Jetzt gibt Iwein sich zu erkennen und wird freudig wieder in die Artusrunde aufgenommen.
Obwohl Iwein große Ehre erlangt hat, ist er sich sicher, dass er an Liebeskummer sterben wird. Erneut in der Tarnung als Löwenritter kehrt er an den Hof Laudines zurück, gewinnt diese aber erst nach einer komödiantischen Intrige Lunetes zurück: Laudine verpflichtet sich unter Eid, dem Löwenritter, der den Stein am Brunnen begossen hat, zu helfen, die Gunst seiner Dame zurückzuerlangen. Damit muss Laudine Iwein vergeben, der seine Reue beteuert und verspricht, ihre Huld nie wieder zu verspielen. Beide erneuern ihre Ehe und ihre Liebe.

## Erzählstruktur und Motive

### Doppelwegschema
Wie beim Erec ist der Iwein nach dem Schema eines Doppelweges strukturiert. In einem ersten Kursus gewinnt Iwein Ehre, Landesherrschaft und die Hand der schönen Laudine, verliert aber alles durch eigene Schuld wieder. Dadurch gerät er in eine Krise und muss in einem zweiten Erzählzyklus durch erneute ritterliche Taten und einen Lernprozess das gesellschaftliche Ansehen und die Gunst seiner Frau zurückgewinnen.
Im Iwein besteht das Versagen des Helden einerseits darin, den Schutz der Quelle, und damit Laudines, zu vernachlässigen, andererseits verstößt er gegen die ihm gesetzten Fristen. Beide Versäumnisse muss Iwein in den aventiuren des zweiten Handlungszyklus korrigieren: Er übernimmt die Verteidigung schutzloser Frauen und lernt andererseits mit Terminvorgaben umzugehen. Erst in seiner neuen Identität als Löwenritter erlangt er diejenigen Eigenschaften, die ihm im ersten Handlungszyklus fehlten und seine Erfolge deshalb unvollkommen machten, zumal diese eher durch Lunetes List als selbst erworben waren.

### Elemente des Märchens

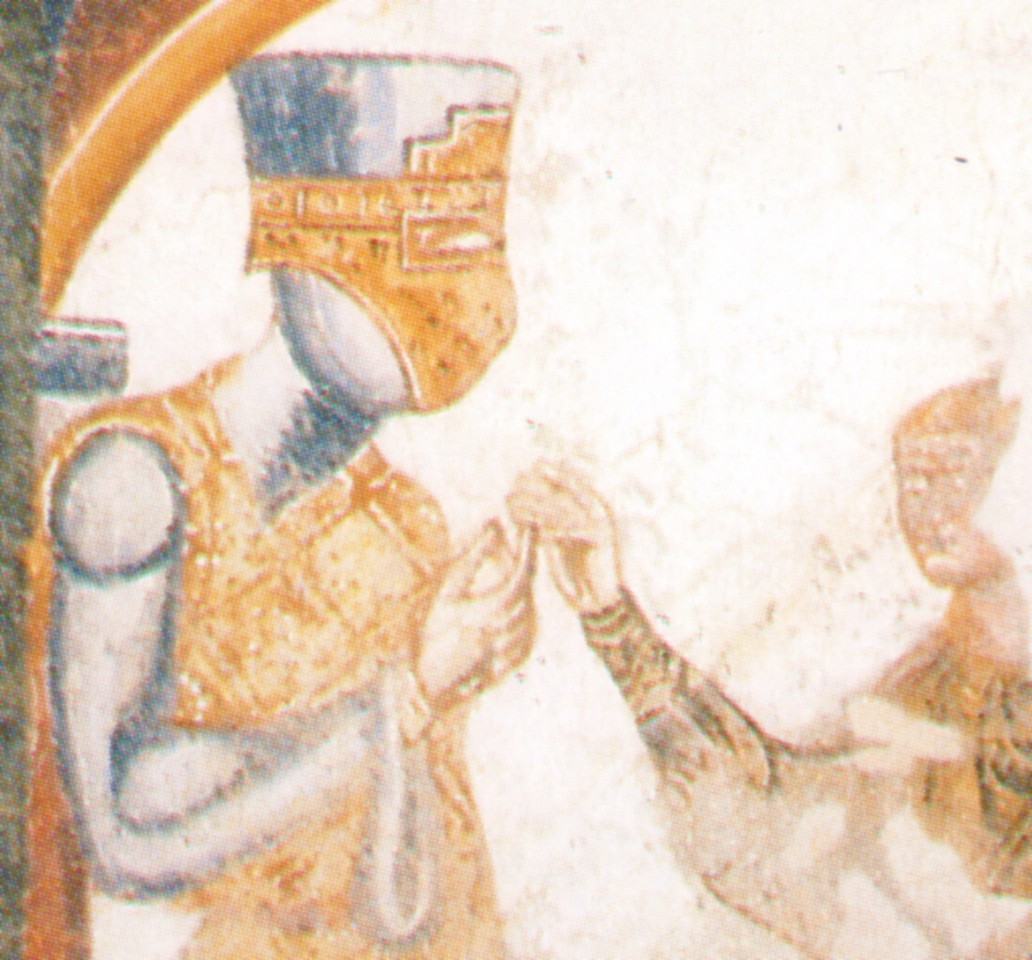
Lunete gibt Iwein den unsichtbar machenden Ring. Szene aus dem Iwein-Zyklus auf Schloss Rodenegg.

Auf die Tradition des Artusstoffes aus keltischen Feenerzählungen gehen die Märchenelemente zurück, die im Iwein augenfällig sind. Laudine ist noch erkennbar als Quellenfee, ihr Brunnenland ist eine Anderswelt, in der Gesetze herrschen, die nicht erklärt werden müssen. Um die schöne Laudine zu gewinnen, muss Iwein eine Freierprobe bestehen. Das Begießen des Steines bei der Quelle zieht ein Unwetter nach sich und hat ohne weitere Begründung einen Zweikampf zur Folge. Dass Lunete über einen Ring verfügt, der den Träger unsichtbar macht, Iwein durch eine magische Salbe von seinem Wahnsinn geheilt wird und Riesen die Ordnung bedrohen, fügt sich in diese märchenhafte Logik.

### Politisch-gesellschaftliche Akzentuierung
Obgleich die märchenhaften Elemente der Geschichte noch deutlich zu erkennen sind, hat Hartmann sie stark zugunsten einer realistischen Darstellung reduziert, die an die Erfahrungen seines Publikums anknüpft. Anders als die Heldendichtung oder die Karlsepik hat die Artuswelt für deutsche Hörer keine Anbindung an historische Realität. Der fiktive Stoff dient aber als Folie für ideale Handlungsmuster des Publikums. Rechtsfristen und Gerichtskämpfe werden durchgängig thematisiert. Iweins Weg kann als ein adliges Identifikationsmuster gedeutet werden, sowohl für ministerialisches Dienstethos als auch für rechte Landesherrschaft.

## Rezeptionsgeschichte

### Überlieferung

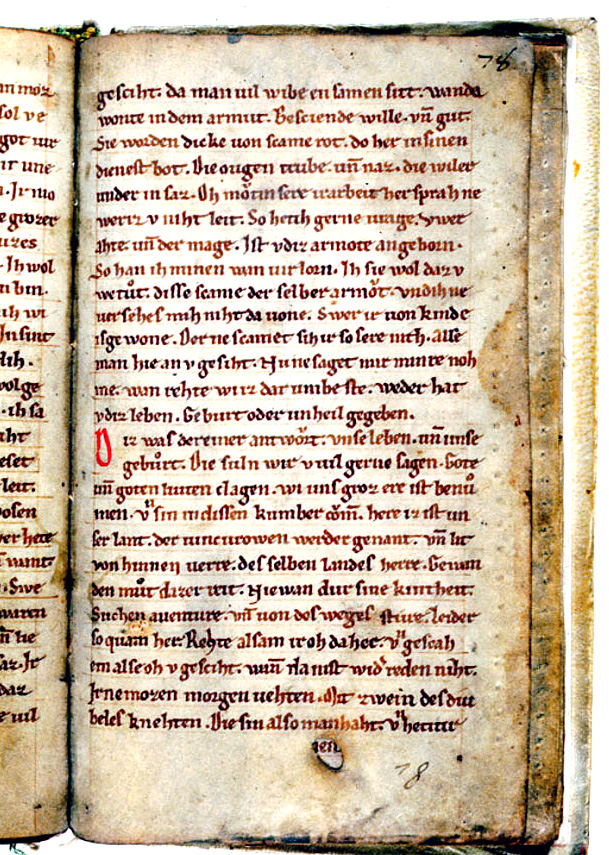
Handschrift A des Iwein, 2. Viertel 13. Jahrhundert. (Heidelberg, Universitätsbibliothek, Cod. Pal. germ. 397, f. 78r)

Der Iwein gehört zu den am breitesten überlieferten Romanen aus der Zeit um 1200. Mit 33 Handschriften (16 vollständige und 17 Fragmente) von Anfang des 13. bis ins 16. Jahrhundert sind mehr Handschriften erhalten als etwa vom Tristan des Gottfried von Straßburg. Nur die Romane Wolframs von Eschenbach (Parzival, Willehalm) mit 38 vollständigen und fragmentarischen Handschriften aus dem 13. bis 15. Jahrhundert und Wirnts Wigalois wurden noch häufiger kopiert als der Iwein.
Für das letzte Sechstel des Textes (ab Vers 6654) konkurrieren zwei unterschiedliche Fassungen mit verschiedenen inhaltlichen Akzenten. Die Handschrift B (Gießen, UB, Hs. 97) enthält 128 Plusverse gegenüber Handschrift A (Heidelberg, UB, Cpg 397) – beide aus dem zweiten Viertel des 13. Jahrhunderts – und den übrigen frühen Handschriften.
Die jüngste Handschrift findet sich im Ambraser Heldenbuch, das Hans Ried um 1510 in Bozen für Kaiser Maximilian I. zusammenstellte. Soweit sich Besitznachweise der Handschriften erbringen lassen, wurde der Iwein fast ausschließlich in adligen Kreisen rezipiert. Eine bemerkenswerte Ausnahme davon macht die Handschrift a (um 1410–1415).
Die Lagenbezeichnungen mit hebräischen Zeichen sowie verschiedene Texteingriffe deuten auf einen Juden als Schreiber hin. Aus einem nachgetragenen Einnahmeverzeichnis von 1433 kann man schließen, dass die obersächsische Handschrift einem Kaufmann gehörte, möglicherweise war auch dieser Jude.
Direkte oder indirekte Zitate des Iwein sind bei verschiedenen mittelalterlichen Autoren zu finden. Besonders ist hier die ironisch-spöttelnde Bezugnahme Wolframs von Eschenbach im Parzival zu nennen. Wirnt von Grafenberg übernimmt in seinem Wigalois etwa 370 Verse aus dem Iwein.
Motivische Zitate lehnen sich in zahlreichen Artusromanen an Hartmanns Romane an, ohne diese explizit zu nennen.
Nach 1480 dichtet Ulrich Fuetrer eine stark gekürzte Neufassung des Iwein in 297 Titurelstrophen, wobei er als Vorlage je nach Forschungsmeinung ausschließlich Hartmanns Text oder diesen und Nebenquellen benutzte. Sein Iban ist der vierte von sieben Artusromanen in seinem Buch der Abenteuer. Die Überlieferung des Iwein findet im 16. Jahrhundert ein Ende. Der Roman hat keine Prosaauflösung erfahren und wurde auch nicht in gedruckte Volksbücher übernommen.

### Illustrationen zum Iwein
Der Iwein ist schon früh Gegenstand bildlicher Darstellung geworden. Ungewöhnlich ist dabei, dass keine einzige Buchillustration überliefert ist, der Stoff dagegen mehrfach auf Wandmalereien und einem Wandteppich dargestellt wurde.
Burg Rodenegg

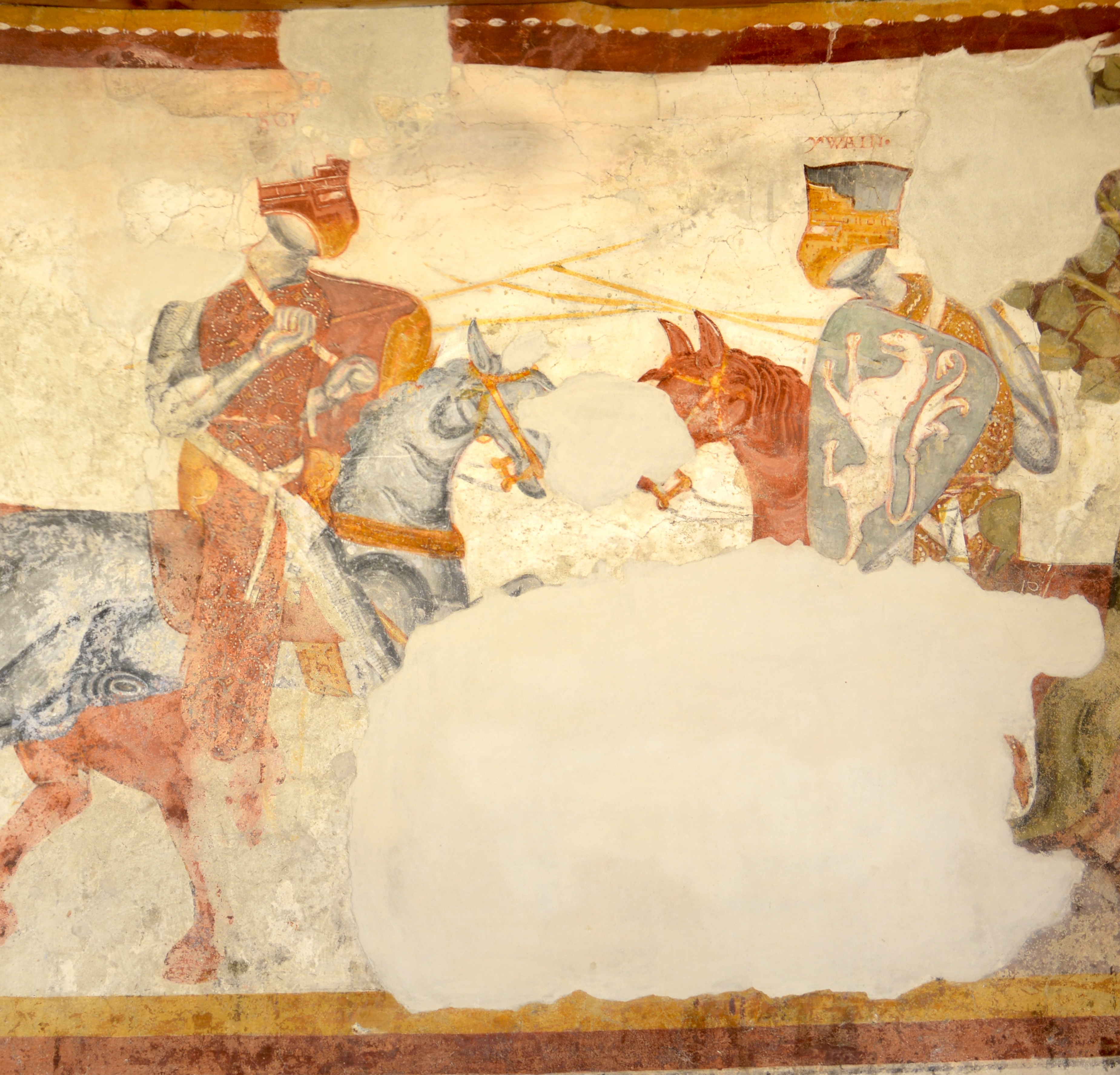
Wandmalerei aus dem Iwein-Zyklus auf Schloss Rodenegg: Iwein im Kampf mit Askalon.

Die künstlerisch anspruchsvollsten Illustrationen sind die erst 1972/73 von Nicolò Rasmo freigelegten und anschließend sorgfältig restaurierten Iwein-Wandbilder in einem Palas auf Burg Rodenegg bei Brixen (Südtirol). Die romanischen Darstellungen sind die frühesten profanen Wandmalereien im deutschsprachigen Raum.
Nachdem man die Bilder nach kunsthistorischen Kriterien zunächst unmittelbar nach 1200 ansetzen wollte, tendiert die neuere Forschung zu einer Datierung zwischen 1220 und 1230. Obwohl die Malereien als Iwein-Fresken bekannt sind, handelt es sich tatsächlich um al secco aufgetragene Bilder, wie dies zur Zeit ihrer Entstehung üblich war. Dadurch konnten solche Wandbilder grundsätzlich leichter abblättern und sind deshalb meist schlechter erhalten. Da jedoch die Iwein-Illustrationen lange verdeckt waren, haben sie sich bemerkenswert gut erhalten.
Inschriften identifizieren die Figuren eindeutig als das Personal des Hartmannschen Romans: Ywain, Aschelon, Luneta und Laudine. Ein anderer Roman, etwa die französische Version Chrétiens, kommt damit nicht als Quelle in Betracht.
Der Zyklus besteht aus elf Bildern, die nur Szenen aus dem ersten Teil des Iwein darstellen (etwa bis Vers 2300). In einer Ecke des Raumes klafft eine Lücke. Dass dort ein weiteres Bild existierte, ist wahrscheinlich, aber nicht zu beweisen. Hypothetisch bleibt die Frage, ob weitere Bilder verloren gegangen sind, sei es an der Holzdecke oder in einem anderen Raum des Palas. Indizien für diese Vermutung gibt es nicht, außer der irritierenden Feststellung, dass die bildliche Erzählung unvermittelt abbricht.
Der kleine, nur vier mal sieben Meter große Raum zu ebener Erde verfügte wahrscheinlich über einen Kamin, war also ein Wohnraum (sogenannte 'Trinkstube'). Als Motivation für die Wandmalereien kommt deshalb nur der Wunsch nach gesellschaftlicher Repräsentation in Frage. Dies lässt weitreichende Schlüsse auf die Textrezeption des höfischen Artusromans im Allgemeinen und des Iwein im Speziellen zu: Der Iwein dient als Statussymbol und Muster adligen Selbstverständnisses.
Hessenhof in Schmalkalden

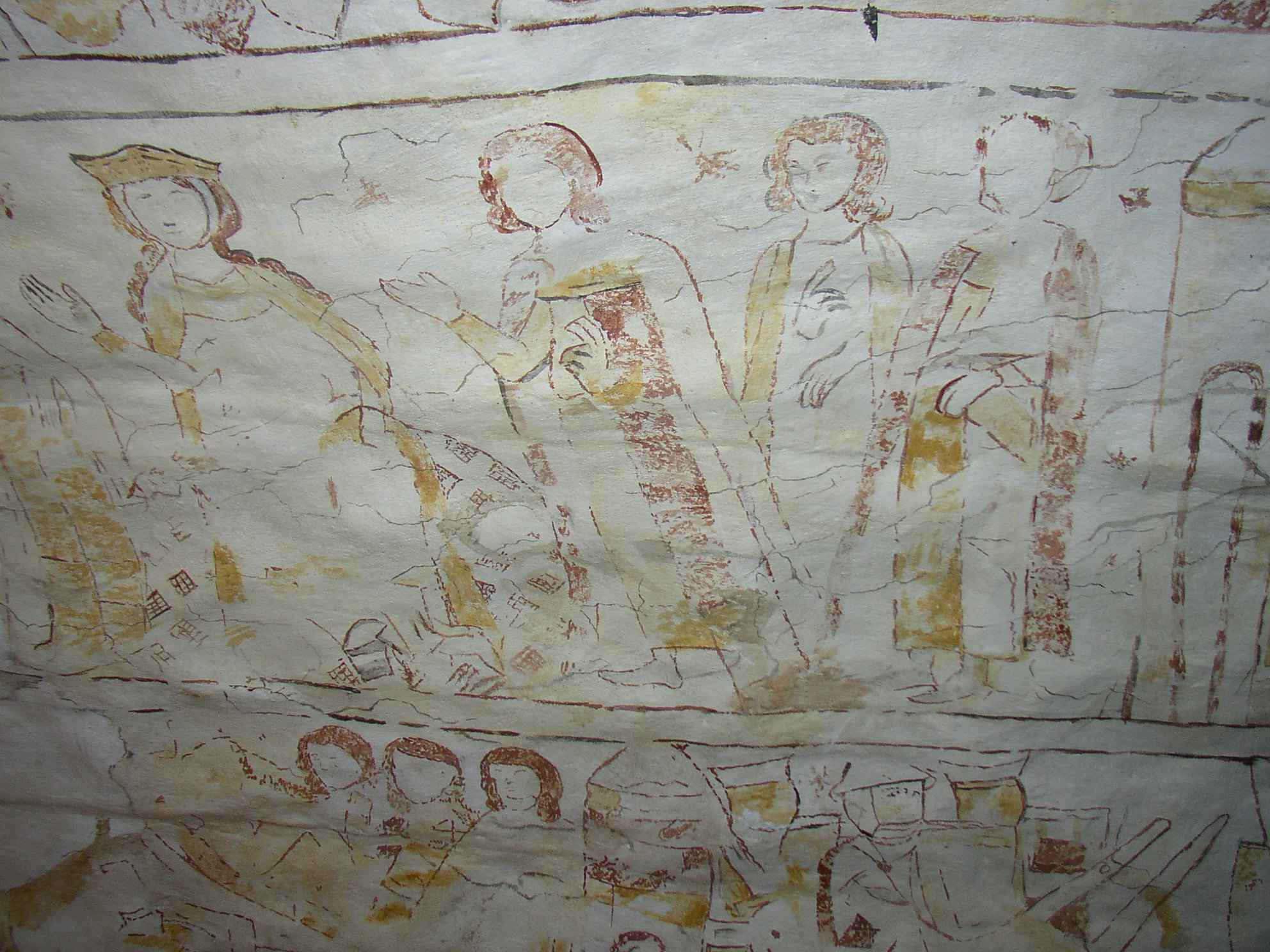
Laudine berät sich mit den Würdenträgern (Kopie im Schloss Schmalkalden)

Im Hessenhof in Schmalkalden (Thüringen), ebenfalls aus der ersten Hälfte des 13. Jahrhunderts, ist in einem Gewölbekeller ein Illustrationszyklus mit 23 Szenen erhalten (von ursprünglich 26), dieser ist jedoch für Besucher nicht zugänglich. Eine 1:1-Raumkopie befindet sich in einem Gewölbekeller unter der Schlosskirche vom Schloss Wilhelmsburg.
Burg Runkelstein
Um 1400 entstanden weitere Wandbilder mit exemplarischen Helden der höfischen Dichtung in der Burg Runkelstein bei Bozen (Südtirol). Dort bilden Iwein, Parzival und Gawein eine Trias der besten und vorbildlichsten Ritter.
Maltererteppich
Iwein und Laudine (daneben Lunete als Assistenzfigur) erscheinen als eines der exemplarischen Paare auf dem sogenannten Maltererteppich, der um 1320/1330 im Kloster St. Katharina Adelhausen entstand (heute: Augustinermuseum Freiburg im Breisgau). In einer weiteren Szene erschlägt Iwein Askalon am Brunnen.
Vermutlich stammt der Teppich aus der Aussteuer der Nonne Anna Malterer. In den Medaillons des Teppichs sind 'Minnesklaven' dargestellt – Männer, die in Abhängigkeit von einer Frau geraten sind. Außer Iwein sind dies Samson, Aristoteles und Vergil.

### Editionsgeschichte
Christoph Heinrich Myller, ein Schüler Johann Jakob Bodmers, veröffentlichte 1784 eine erste Textedition des Twein (=Iwein) nach einer mittelalterlichen Handschrift und 1786 folgt Karl Michaeler mit einer zweisprachigen Ausgabe.
Die Iwein-Edition von Georg Friedrich Benecke und Karl Lachmann von 1827 blieb bis heute in verschiedenen Neubearbeitungen die maßgebliche Textedition, die später von Thomas Cramer und von Max Wehrli übersetzt wurden. Die kritische Edition bevorzugte Handschrift A. Eine Neuedition von Volker Mertens (2004) basierte erstmals auf Handschrift B als Leithandschrift. Diese Handschrift war 1964 von H. M. Heinrichs als Faksimile herausgebracht worden.

### Moderne Rezeption
1780 setzte mit Bodmers Fabel von Laudine die neuzeitliche Hartmann-Rezeption ein. Gerhard Anton von Halem verfasste 1789 auf der Grundlage von Myllers Edition die Rokoko-Adaption Ritter Twein. August Klughardt komponierte in der Nachfolge Richard Wagners 1879 eine erfolglose Iwein-Oper.
Felicitas Hoppe erzählt in Iwein Löwenritter die Geschichte für Kinder nach. Moritz Eggert komponierte nach diesem Stoff (zum Libretto von Andrea Heuser) eine sog. Familienoper, die im Jahr 2022 in Bonn uraufgeführt wurde.

## Textausgaben
- Hartmann von Aue: Iwein. Mittelhochdeutsch/Neuhochdeutsch. Zweisprachige Ausgabe, Neuübersetzung von Rüdiger Krohn, mit Kommentar von Mireille Schnyder. Stuttgart 2011, ISBN 978-3-15-010798-0
- Iwein. Hartmann von Aue, Text der siebenten Ausgabe von Georg Friedrich Benecke und Karl Lachmann, Übersetzung und Nachwort von Thomas Cramer, 4., überarbeitete Auflage, Berlin 2001 ISBN 3-11-016084-6
- Hartmann von Aue: Gregorius, Der arme Heinrich, Iwein. Hrsg. und übersetzt von Volker Mertens. Frankfurt am Main 2004 (Bibliothek des Mittelalters 6; Bibliothek deutscher Klassiker 189). ISBN 3-618-66065-0
- Wolfgang Mohr: Hartmann von Aue, Iwein. Mit Beobachtungen zum Vergleich des „Yvain“ von Chrestien von Troyes mit dem „Iwein“ Hartmanns (= Göppinger Arbeiten zur Germanistik. Band 441). Kümmerle Verlag, Göppingen 1985, ISBN 3-87452-672-0.
- Hartmann von Aue: Iwein, aus dem Mittelhochdeutschen übertragen, mit Anmerkungen und einem Nachwort versehen von Max Wehrli, Zweisprachige Ausgabe (= Manesse Bibliothek der Weltliteratur), 3. Auflage, Zürich 1995, ISBN 3-7175-1760-0
- Hartmann von Aue: Iwein. Hrsg. v. Lambertus Okken. Ausgewählte Abbildungen und Materialien zur handschriftlichen Überlieferung. Göppingen 1974 (Litterae 24)

## Forschungsliteratur
(Eine umfassende Aufstellung von 1927 bis 1997 bieten die bei Hartmann von Aue aufgeführten Bibliographien)
- Christoph Cormeau, Wilhelm Störmer: Hartmann von Aue: Epoche – Werk – Wirkung (= Arbeitsbücher zur Literaturgeschichte). 2., überarbeitete Auflage, München 1993, ISBN 3-406-37629-0.
- Xenja von Ertzdorff: Hartmann von Aue: Iwein und sein Löwe. In: Die Romane von dem Ritter mit dem Löwen. Herausgegeben von Xenja Ertzdorff unter redaktioneller Mitarbeit von Rudolf Schulz (= Chloe. Band 20). Amsterdam 1994, ISBN 90-5183-568-X, S. 287–311.
- Hubertus Fischer: Ehre, Hof und Abenteuer in Hartmanns „Iwein“. Vorarbeiten zu einer historischen Poetik des höfischen Epos (= Forschungen zur Geschichte der älteren deutschen Literatur. Band 3). München 1983, ISBN 3-7705-1828-4.
- Gert Kaiser: Textauslegung und gesellschaftliche Selbstdeutung. Aspekte einer sozialgeschichtlichen Interpretation von Hartmanns Artusepen. Frankfurt am Main 1973, ISBN 3-89104-100-4.
- Burkhardt Krause: Zur Psychologie von Kommunikation und Interaktion. Zu Iweins „Wahnsinn“. In: Jürgen Kühnel, Hans-Dieter Mück, Ursula Müller, Ulrich Müller (Hrsg.): Psychologie in der Mediävistik. Gesammelte Beiträge des Steinheimer Symposions. Göppingen 1985 (= Göppinger Arbeiten zur Germanistik. Band 431).
- Volker Mertens: Laudine: soziale Problematik im Iwein Hartmanns von Aue (= Zeitschrift für deutsche Philologie. Beiheft 3). Berlin 1978, ISBN 3-503-01264-8.
- Silvia Ranawake: verligen und versitzen: das Versäumnis des Helden und die Sünde der Trägheit in den Artusromanen Hartmanns von Aue. In: Chrétien de Troyes and the German Middle Ages. Papers from an international symposium. Ed. with an introd. by Martin H. Jones and Roy Wisbey, Cambridge 1993, ISBN 0-85991-356-2, S. 19–35.
- Kurt Ruh: Zur Interpretation von Hartmanns „Iwein“. In: Hartmann von Aue. Herausgegeben von Hugo Kuhn und Christoph Cormeau (= Wege der Forschung. Band 359). Darmstadt 1973, S. 408–425.
- Werner Schröder: Laudines Kniefall und der Schluss von Hartmanns Iwein (= Abh. d. Akad. d. Wiss. u. Lit., Geistes-u. sozialwiss. Kl. 2 (1997)). Fr. Steiner, Stuttgart 1997, ISBN 3-515-07081-8.

### Zu den Iwein-Fresken auf Rodenegg
- Achim Masser: Die Iwein-Fresken von Rodenegg, in: Heimatbuch Rodeneck. Geschichte und Gegenwart, Herausgegeben von A. Rastner und E. Delmonego, Rodeneck 1986, Seite 127–142
- Volker Schupp: Die Ywain-Erzählung von Schloß Rodenegg, in: Literatur und bildende Kunst im Tiroler Mittelalter. Die Iwein-Fresken von Rodenegg und andere Zeugnisse der Wechselwirkung von Literatur und bildender Kunst (= Innsbrucker Beiträge zur Kulturwissenschaft, Germ.Reihe. 15), Innsbruck 1982 Seite 1–23 ISBN 3-85124-088-X
- Volker Schupp und Hans Szklenar: Ywain auf Schloß Rodenegg. Eine Bildergeschichte nach dem "Iwein" Hartmanns von Aue, Sigmaringen 1996 ISBN 3-7995-4248-5
- Helmut Stampfer, Oskar Emmenegger: Die Ywain-Fresken von Schloss Rodenegg. Maltechnik und kunsthistorische Bedeutung (= Veröffentlichungen des Südtiroler Kulturinstitutes, Band 9), Athesia-Tappeiner Verlag, Bozen 2016 ISBN 978-88-6839-207-9